# Презіденті-Фігейреду
Презіденті-Фігейреду (порт. Presidente Figueiredo) — муніципалітет в Бразилії, входить до складу штату Амазонас. Є складовою частиною мезорегіону Центр штату Амазонас. Є у складі крупної міської агломерації. Входить до економічно-статистичного мікрорегіону Ріу-Прету-да-Ева. Населення становить 25 273 чоловік (станом на 2007 рік). Займає площу 24 781 км².